# (14409) 1991 RM1
(14409) 1991 RM1 es un asteroide perteneciente al cinturón de asteroides, región del sistema solar que se encuentra entre las órbitas de Marte y Júpiter.
Fue descubierto el 5 de septiembre de 1991 por Robert H. McNaught desde el observatorio de Siding Spring.

## Designación y nombre
Designado provisionalmente como 1991 RM1.

## Características orbitales
1991 RM1 está situado a una distancia media del Sol de 3,201 ua, pudiendo alejarse hasta 3,885 ua y acercarse hasta 2,517 ua. Su excentricidad es 0,214 y la inclinación orbital 27,861 grados. Emplea 2091,70 días en completar una órbita alrededor del Sol.
Los próximos acercamientos a la órbita de Júpiter tendrán lugar el 4 de abril de 2119, el 28 de agosto de 2130 y el 29 de diciembre de 2141.

## Características físicas
La magnitud absoluta de 1991 RM1 es 12,28. Tiene 19,785 km de diámetro y su albedo se estima en 0,086.